# Lizzy Banks
Elizabeth „Lizzy“ Banks (* 7. November 1990 in Malvern) ist eine ehemalige  britische Radrennfahrerin, die auf der Straße aktiv war.

## Sportliche Laufbahn
Vor ihrer sportlichen Karriere absolvierte Banks eine Ausbildung zur Ärztin, so dass sie erst spät zum professionellen Radsport kam. Außerhalb ihrer Heimat trat Banks erstmals bei der Thüringen Ladies Tour 2017 in Erscheinung. 2018 fuhr sie für das UnitedHealthcare Pro Cycling Team. Bei der Tour de Feminin verpasste sie auf der ersten Etappe als Zweite nur knapp ihren ersten Sieg. 
Zur Saison 2019 wechselte Banks zum Bigla Pro Cycling Team. Nach einer Reihe von Top-10-Platzierungen erzielte sie ihren ersten Sieg gleich auf der UCI Women’s WorldTour mit dem Gewinn der achten Etappe des Giro d’Italia Women, die sie als Solistin für sich entschied. Ein Jahr später konnte sie auf der vierten Etappe des Giro d’Italia Women ihren Erfolg aus dem Vorjahr wiederholen.
Nach der Auflösung ihres Teams fuhr Banks eine Saison für das Ceratizit-WNT Pro Cycling Team, bevor sie 2022 einen Vertrag beim UCI Women’s WorldTeam EF Education-Tibco-SVB erhielt.
Im Juli 2023 wurde Banks informiert, dass bei zwei Dopingtests in ihrem Blut Spuren von Chlortalidon und Formoterol gefunden wurden, worauf sie von der britischen Anti-Doping-Agentur gesperrt wurde. Im Mai 2024 wurde sie von der Anti-Doping-Agentur freigesprochen, da ihr keine Schuld und kein Vorsatz nachgewiesen werden konnten, und ihre Sperre aufgehoben. Bereits während des laufenden Verfahrens hatte sich Banks entschieden, aufgrund der erlittenen hohen psychischen Belastung nicht mehr in den Radsport zurückzukehren.

## Erfolge
2019
- eine Etappe Giro d’Italia Women

2020
- eine Etappe Giro d’Italia Women